# Kefar Chananja
Kefar Chananja (hebr. כפר חנניה; ang. Kfar Hananya) – wieś komunalna położona w Samorządzie Regionu Merom ha-Galil, w Dystrykcie Północnym, w Izraelu.

## Położenie
Leży w centralnej części Górnej Galilei w pobliżu góry Meron (1 208 m n.p.m.).

## Historia
W okresach panowania rzymskiego i bizantyjskiego w miejscu tym istniała żydowska wioska nazywana Kfar Hanaja (lub Kfar Hanania). Było to ważny ośrodek produkujący ceramikę w Galilei. W późniejszych latach rozwijała się tutaj arabska wioska Kafr Inan. Podczas wojny domowej w Mandacie Palestyny w rejonie wioski stacjonowały siły Arabskiej Armii Wyzwoleńczej. Podczas I wojny izraelsko-arabskiej w dniu 28 maja 1948 Izraelczycy wkroczyli do wioski, zmuszając większość jej mieszkańców do ucieczki w kierunku Libanu. W październiku 1948 Izraelczycy przeprowadzili operację Hiram. W dniu 30 października Kafr Inan została ponownie zajęta przez izraelskich żołnierzy. Następnie wioska została wysiedlona, a większość domów wyburzono. Po wojnie część mieszkańców powróciła do swojej wioski, w wyniku czego izraelska armia przeprowadziła w styczniu 1949 ponowną operację ich wysiedlenia. Działania te powtórzono jeszcze dwukrotnie w lutym 1949.
Współczesna osada została założona w 1977 jako moszaw i w 1992 przekształcona w wioskę.